# 德尔菲娜·奥维勒尔
德尔菲娜·奥维勒尔（法語：Delphine Horvilleur，法語發音：[dɛlfin ɔʁvilœʁ]；1974年11月8日—）出生於法國大東部大區默爾特-摩澤爾省的南錫，是一位作家和法國第三位女性拉比，並且參與法國自由猶太運動，也是法語系的自由派拉比委員會成員，擔任旗下猶太思想運動期刊總編輯。

## 生平
她的家族來自德意志帝國的阿爾薩斯-洛林、外祖父母則是納粹集中營的倖存者，後來先後移居到法國定居。
法國首席拉比海姆·科西亞（法語：Haïm Korsia）曾經是他的猶太教導師，之後負笈耶路撒冷希伯來大學攻讀醫學肄業，之後回到巴黎索邦大學旗下的CELSA傳播與新聞學院就讀，2000年畢業後成為法國電視二台的記者、耶路撒冷駐地記者，2003年至2008年則擔任法國猶太教廣播電台RCJ的美國紐約駐地記者。
德尔菲娜·奥维勒尔就讀希伯來協和學院，並於2008年5月接受任命為拉比。
她和政治人物阿里埃尔·韋伊（法語：Ariel Weil）結婚，育有三名子女。

## 著作[7]
- 2008年：《Notarikon: The Rabbinic Art of Word-breaking》
- 2013年：《En tenue d’Ève : féminin, pudeur et judaïsme》
- 2015年：《Comment les rabbins font les enfants : sexe, transmission et identité dans le judaïsme》（ISBN 978-2-246-85741-9）
- 2017年：《avec Rachid Benzine, Des mille et une façons d’être juif ou musulman》
- 2019年：《Réflexions sur la question antisémite》（ISBN 978-2-246-81552-5）
- 2020年：《Comprendre le monde》（ISBN 978-2-2274-9799-3）
- 2020年：《Le rabbin et le psychanalyste - L'exigence d'interprétation》（ISBN 979-1-0370-0317-1）
- 2021年：《Vivre avec nos morts》（ISBN 978-2-2468-2694-1）
- 2022年：《Il n'y a pas de Ajar : Monologue contre l'identité》（ISBN 978-2-2468-3156-3）
- 2023年：《Living with our Dead》（ISBN 978-1-6094-5795-2）[8]

## 受獎
- 2015年：法國國家功績勳章
- 2019年：藝術與文學勳章
- 2020年：法國榮譽軍團勳章

## 相關連結
- 德尔菲娜·奥维勒尔的臉書頁面：Delphine Horvilleur （页面存档备份，存于）